# توروای
توروای (به مجاری:  Torvaj) یک منطقهٔ مسکونی در مجارستان است که در ناحیه تاب واقع شده‌است. توروای ۱۱٫۴۲ کیلومتر مربع مساحت و ۲۴۴ نفر جمعیت دارد.